# Doda (Distrikt)
Der Distrikt Doda (Urdu: ضلع ڈوڈہ) ist ein Distrikt im indischen Unionsterritorium Jammu und Kashmir.
Sitz der Distriktverwaltung ist die gleichnamige Stadt Doda. 2007 wurde der nördliche Teil herausgelöst und bildet seitdem den neu gegründeten Distrikt Kishtwar.

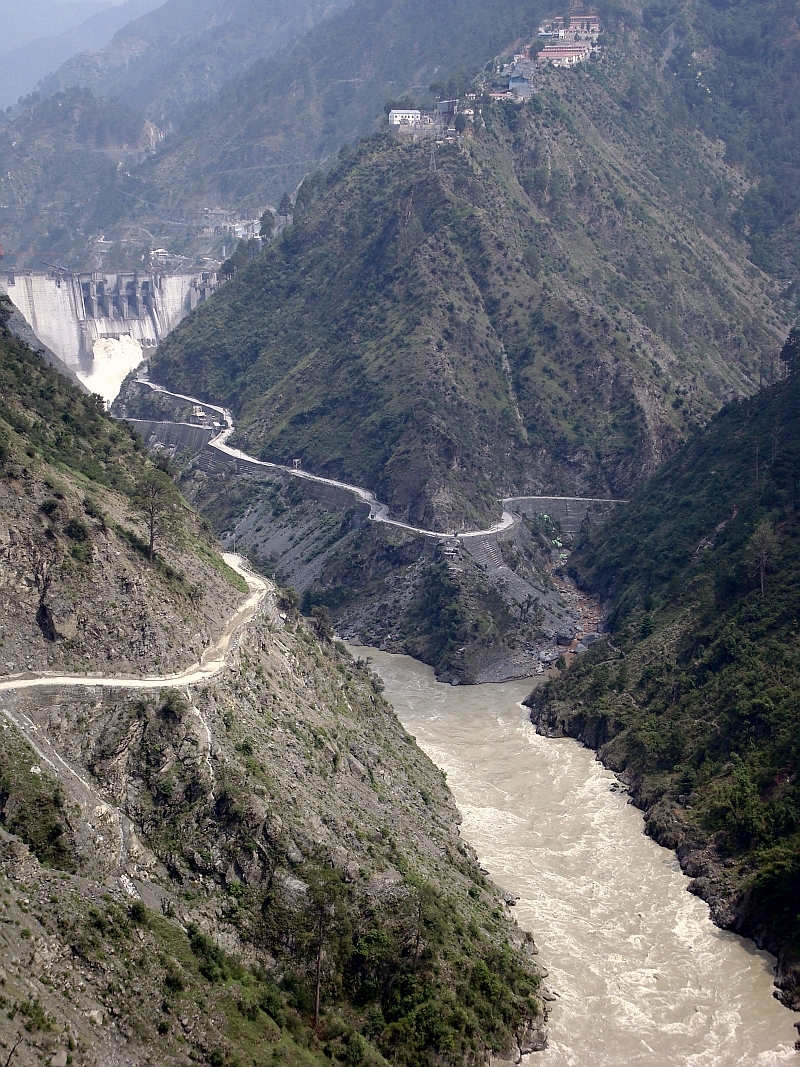
Baglihar-Talsperre am Chanab unterhalb der Stadt Doda

Der Distrikt Doda erstreckt sich über die Gebirgsregion des Pir Panjal, wo der Chanab diesen durchschneidet. Der Distrikt hat eine Fläche von 2306 km² und 409.936 Einwohner (Zensus 2011). Die Bevölkerungsdichte liegt bei 178 Einwohnern pro Quadratkilometer.
Der Distrikt ist in 4 Tehsils gegliedert: Bhaderwah, Doda, Gandoh und Thathri.